# Futaba Corporation
Futaba Corporation (em japonês:  双 叶 电子 工业 株式会社,) (lit. Futaba Electronics Manufacturing Corporation) TYO: 6986  é uma empresa japonesa, famosa por fabricar  sistemas de rádio controle (RC), incluindo transmissores, receptores, servos. Estes produtos são utilizados como a ligação electrónica entre a pessoa que controla uma aeronave do modelo e do solo e do sistema de controle remoto real no veículo. A marca é distribuída na América do Norte em Hobbico of Champaign, Illinois, E.U.A.